# Rivière Cachée (vattendrag i Kanada, Québec, lat 48,65, long -79,27)
Rivière Cachée är ett vattendrag i Kanada.   Det ligger i provinsen Québec, i den sydöstra delen av landet, 400 km nordväst om huvudstaden Ottawa.
Omgivningarna runt Rivière Cachée är en mosaik av jordbruksmark och naturlig växtlighet. Runt Rivière Cachée är det mycket glesbefolkat, med 3 invånare per kvadratkilometer.